# Just the Two of Us
«Just the Two of Us» es una canción de 1981 grabada por Grover Washington, Jr. y Bill Withers incluida en el álbum Winelight lanzado en 1980. Alcanzó el puesto 2 en la lista Billboard Hot 100 y fue ganador de un Premio Grammy.

## Listas
| Año  | Sencillo             | Puesto | Puesto | Puesto |
| Año  | Sencillo             | US Pop | US R&B | US AC  |
| ---- | -------------------- | ------ | ------ | ------ |
| 1981 | "Just the two of us" | 2      | 3      | 2      |

## Versiones
- Un año después el tema fue grabado en versión español por el cantante mexicano José José como "Sólo Tú y Yo"  para su álbum Gracias (1981).
- En 1997 Will Smith versionó asimismo este tema, dentro del álbum Big Willie Style
- La instrumental de "Just the two of us" fue sampleada por el grupo Tiro de Gracia en la canción El juego verdadero.

## Apariciones en medios

### Películas y series
La canción apareció en la secuencia de apertura de la película de 2022 Hotel Transylvania: Transformanía.También apareció en el  8vo episodio llamado "Ave Ofensiva" de la 9na temporada de The King of Queens, "Fry and Leela's Big Fling" de la temporada 7 de Futurama , y Los Simpson temporada 15 episodio, "My Big Fat Geek Wedding" y temporada 34 episodio, "One Angry Lisa".

### Anuncios
El título se popularizó en Francia para ser la música principal de las campañas publicitarias del queso Caprice des Dieux desde 2009.
Durante la campaña publicitaria de Deadpool & Wolverine, la canción apareció en un anuncio de la cervecera Heineken acompañando a Ryan Reynolds y Hugh Jackman como Deadpool y Wolverine.